# Дороти Дандриџ
Дороти Дандриџ (енгл. Dorothy Dandridge) је била америчка глумица и певачица, рођена 9. новембра 1922. године у Кливленду, а преминула 8. септембра 1965. године у Западном Холивуду.